# Articulația talocrurală

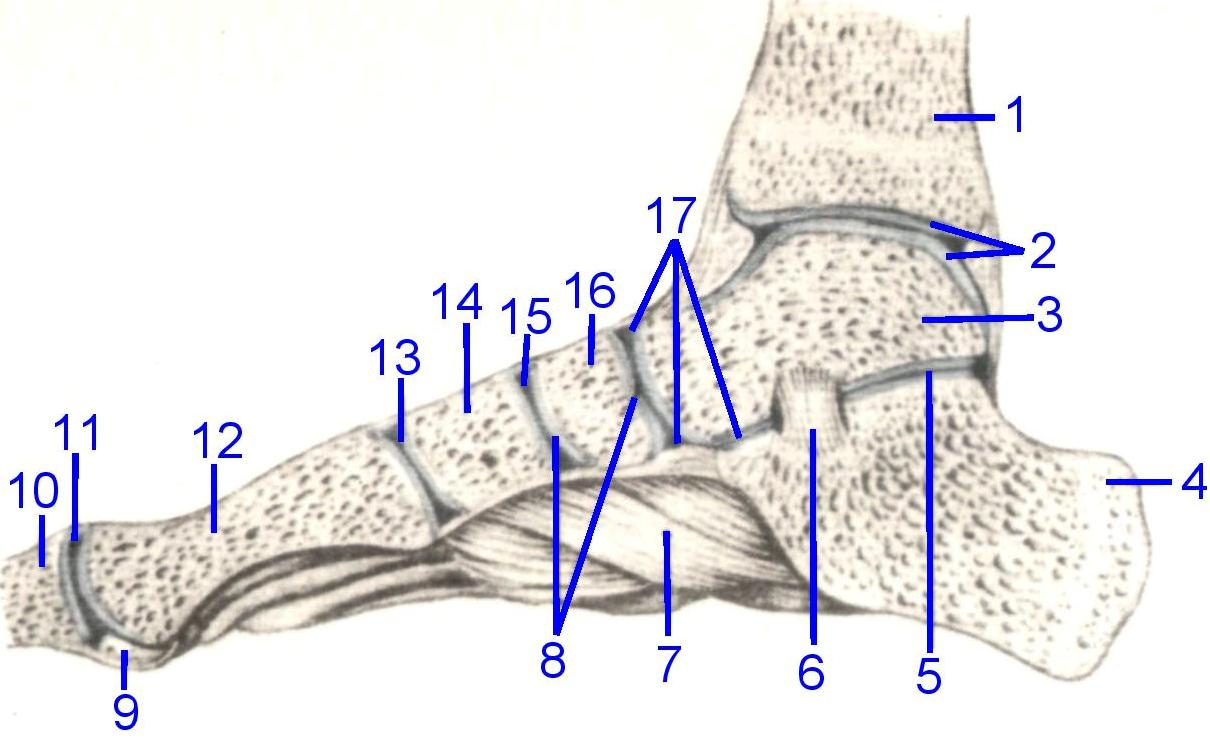
Articulațiile piciorului drept (secțiune sagitală).
1 - Tibia
2 - Articulația talocrurală
3 - Talusul
4 - Calcaneul
5 - Articulația subtalară
6 – Ligamentul talocalcanean interosos
7 - Ligamentul plantar lung
8 - Cartilajul articular
9 - Os sesamoid
10 - Falanga proximală
11 - Articulația metatarsofalangiană
12 - Metatarsianul I
13 - Articulația tarsometatarsiană
14 - Cuneiformul medial
15 - Articulația cuneonaviculară
16 - Navicularul
17 - Articulația talocalcaneonaviculară

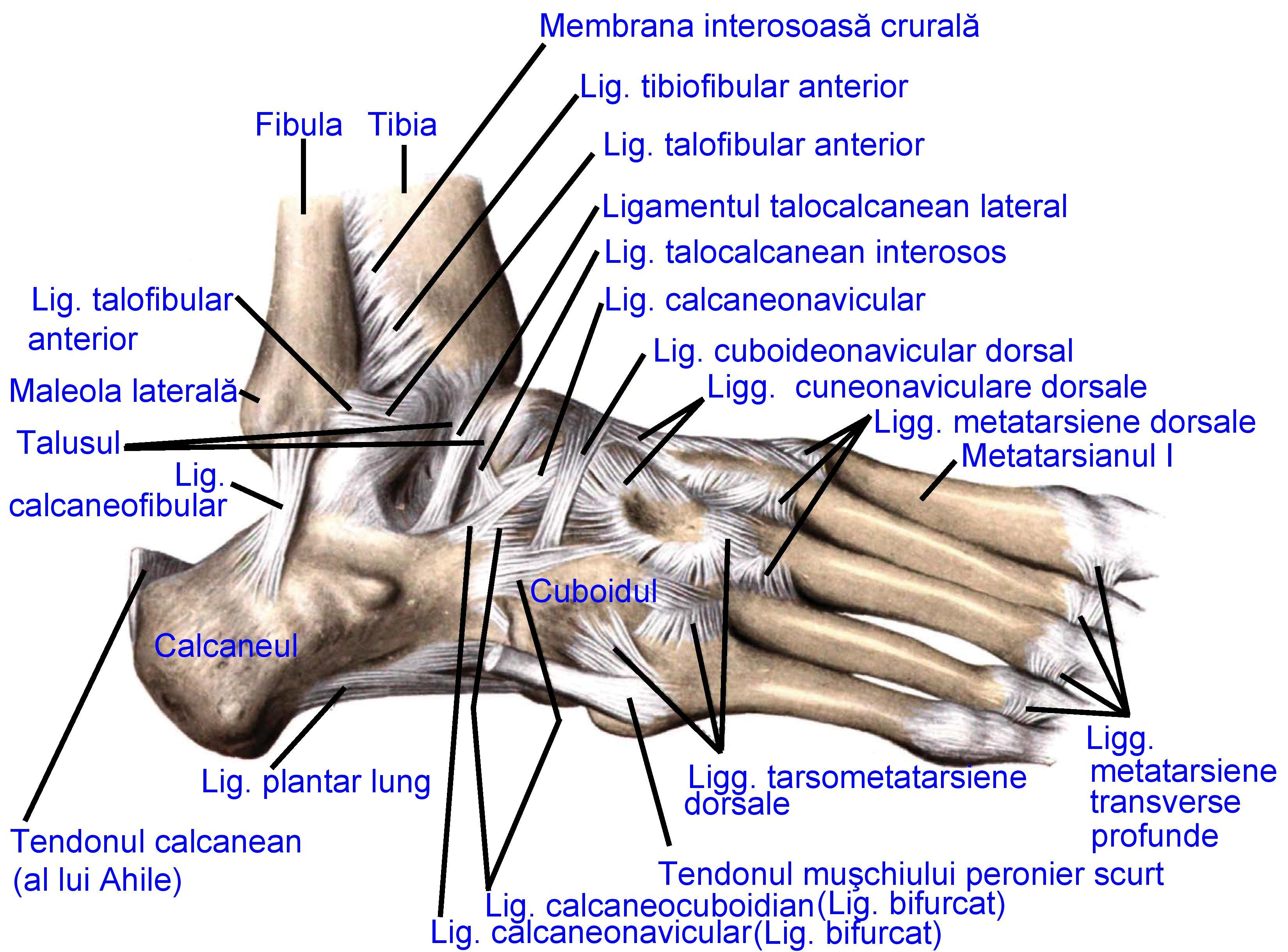
Ligamentele articulațiilor piciorului drept, văzute lateral (după Sobotta's Atlas and Text-book of Human Anatomy 1909)

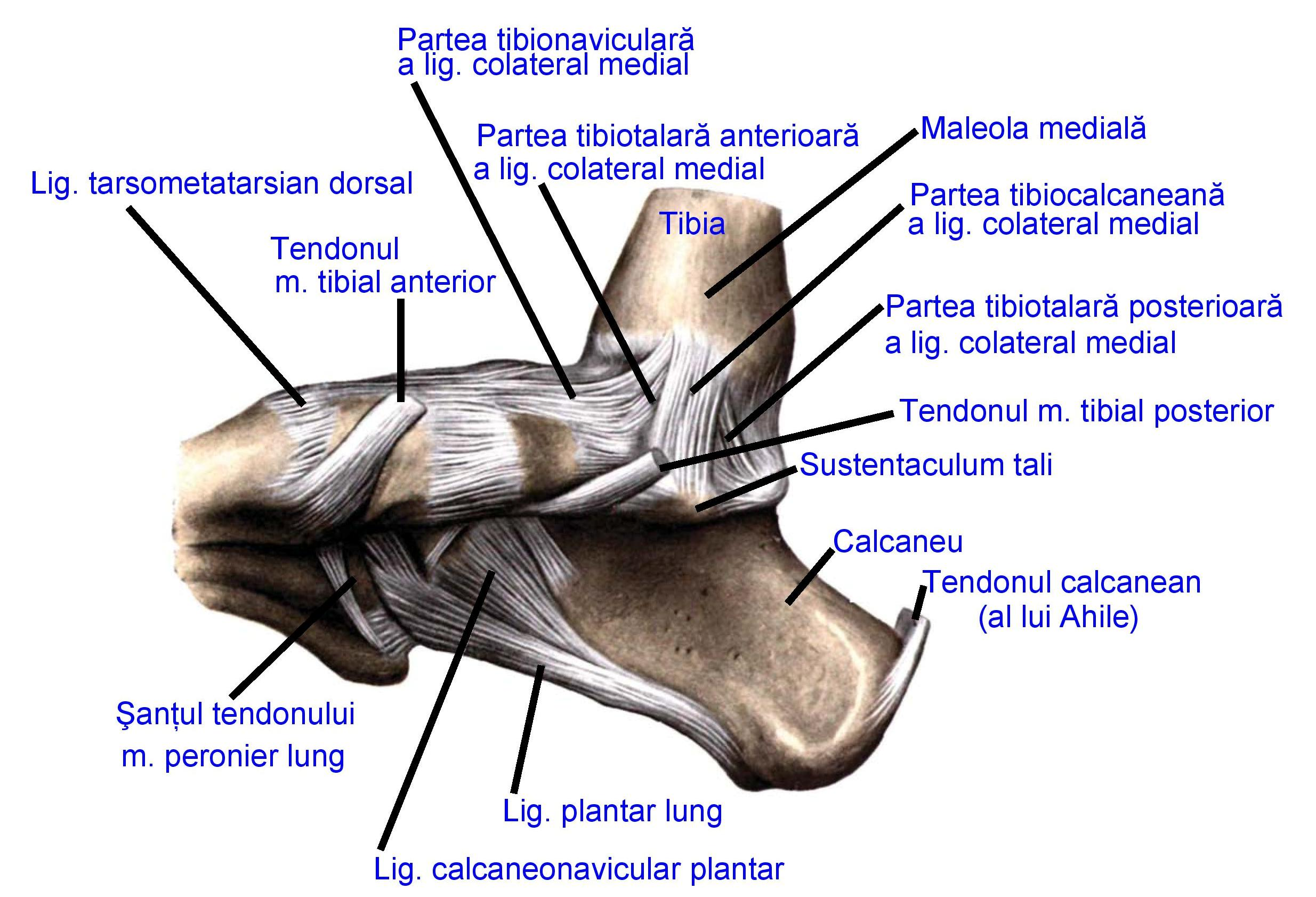
Ligamentele articulațiilor piciorului drept, văzute medial (după Sobotta's Atlas and Text-book of Human Anatomy 1909)

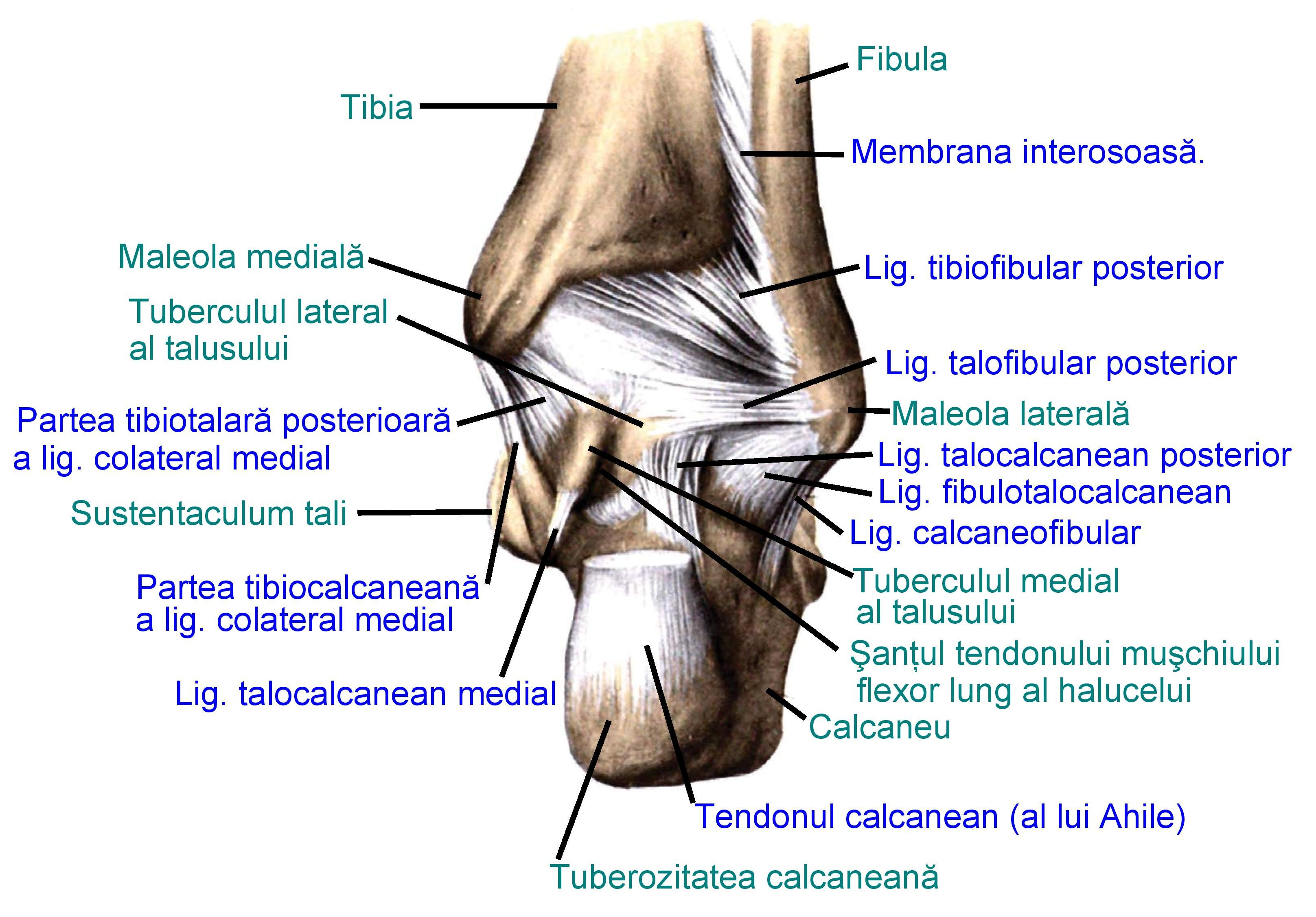
Ligamentele articulațiilor piciorului drept, văzute posterior (după Sobotta's Atlas and Text-book of Human Anatomy 1909)

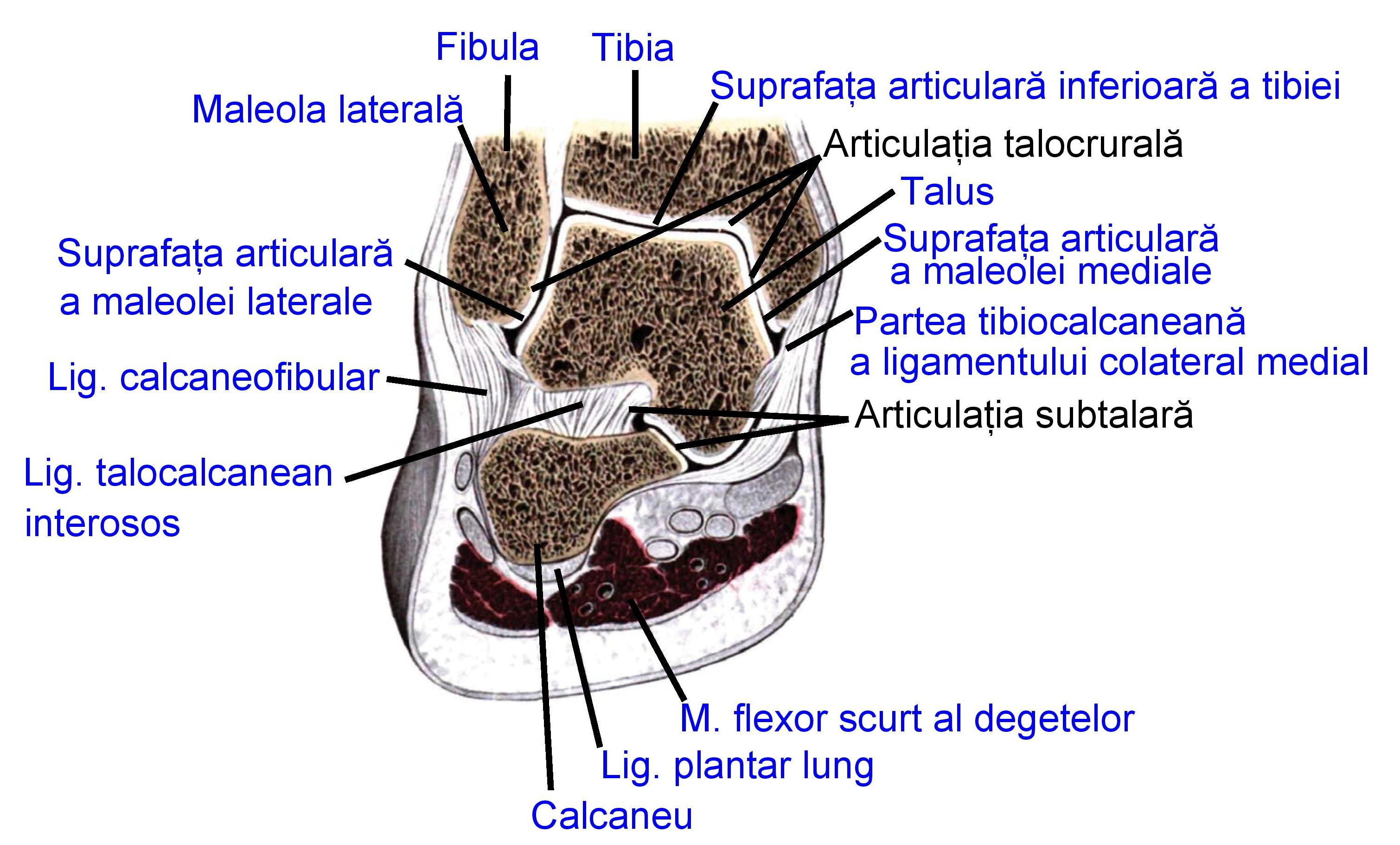
Articulația talocrurală și articulația subtalară; secțiune frontală (după Sobotta's Atlas and Text-book of Human Anatomy 1909)

Suprafețele articulare sunt în număr de două: suprafața articulară gambieră (tibia și fibula) și suprafața articulară tarsiană (talusul); ele sunt acoperite cu un strat de cartilaj hialin.
Articulația talocrurală sau articulația gleznei (Articulatio talocruralis) este o articulație sinovială de tip ginglim (articulație trohleană), situată în regiunea gleznei membrului inferior, care leagă oasele gambei (tibia și fibula), prin intermediul talusului, de scheletul piciorului. Această articulație joacă un rol primordial în mersul omului, asigurând statica și mișcarea membrului inferior, în stațiunea bipedă. Zilnic solicitată, ea este cea mai predispusă articulație la entorse, cel mai adesea la entorsele laterale ca urmare a unei inversiuni forțate a piciorului. Suprafețele articulare sunt în număr de două: suprafața articulară gambieră (tibia și fibula) și suprafața articulară tarsiană (talusul); ele sunt acoperite cu un strat de cartilaj hialin. Mijloacele de unire sunt reprezentate de o capsulă articulară întărită pe laturi de două ligamente colaterale puternice, ligamentul colateral lateral și ligamentul colateral medial, care mențin în contact cele două suprafețe articulare. Ligamentul colateral lateral al articulației talocrurale este așezat pe fața laterală a articulației, pe care o întărește. Acest ligament radiază de la maleola laterală a fibulei la oasele tarsiene învecinate, talus și calcaneu, și este format din fibre grupate în trei fascicule distincte, denumite în raport cu situația lor: fasciculul anterior sau ligamentul talofibular anterior, fasciculul mijlociu sau ligamentul calcaneofibular, fasciculul posterior sau ligamentul talofibular posterior. Ligamentul colateral medial al articulației talocrurale  este un ligament compus aflat pe partea medială a articulației. Are forma unui evantai sau a unei lame triunghiulare și de aceea se mai numește și ligament deltoidian al articulației talocrurale. Își are originea superior pe marginile și pe vârful maleolei mediale a tibiei și de acolo se răspândește în evantai în jos la oasele tarsiene posterioare (talus, calcaneu, navicular). În constituția lui intră două straturi: superficial (ligamentul deltoidian propriu-zis) și profund. I se descriu patru părți sau fascicule: tibiotalar anterior, tibionavicular, tibiocalcanean și tibiotalar posterior. 

## Suprafețele articulare
Scripetele astragalian și cu cele două fețe maleolare sunt acoperite de un strat gros de cartilaj hialin, a cărui grosime maximă (2 mm) se află la nivelul șanțului scripetelui și pe povârnișul medial. Fiecare din cele două suprafețe articulare descrise mai sus pot fi considerate ca reprezentând un segment de circumferință. Dar ele sunt inegale: suprafața gambieră reprezintă a patra sau a cincea parte dintr-o circumferință; suprafața talară reprezintă a treia parte dintr-o circumferință. În consecință scoaba tibiofibulară este mai redusă sagital decât scripetele talusului și, prin urmare, totdeauna va rămâne o parte a acestui scripete în afara contactului cu tibia. Cele două segmente de circumferință nu sunt reprezentate de câte un arc de cerc regulat, ci se formează fiecare prin reunirea mai multor arce de cerc cu raze diferite. Aceasta are importanță în elucidarea mișcărilor acestei articulații. Suprafața trohleară a talusului este mai lungă antero-posterior, decât suprafața tibiofibulară, permițând astfel mișcări ample de flexie dorsală și plantară a piciorului.

### Suprafața gambieră
Suprafața gambieră sau tibiofibulară este reprezentată de extremitățile distale (inferioare) ale tibiei și fibulei, care realizează o formațiune comparabilă cu o scoabă, formată în sus de fața articulară inferioară a tibiei, iar pe lături de fețele articulare ale maleolelor medială (de pe tibie) și laterală (de pe fibulă). Rezultă astfel o suprafață articulară concavă, în sens transversal, acoperită în toată întinderea sa de un strat de cartilaj hialin gros de 1,5-2 mm. În scoabă pătrunde trohleea talusului, care dă articulației o mai mare soliditate. Față articulară inferioară a tibiei (Facies articularis inferior tibiae) este dreptunghiulară și prezintă o concavitate sagitală, care descrie un arc de circa 80° și o convexitate transversală ușoară, cu o creasta antero-posterioară cu vârful rotunjit. Față articulară a maleolei mediale a tibiei (Facies articularis malleoli medialis tibiae) se află în continuitate cu față articulară inferioară a tibiei și formează cu ea un unghi obtuz deschis în jos și lateral; ea este convexă și triunghiulară. Față articulară a maleolei laterale a fibulei (Facies articularis malleoli lateralis fibulae) este convexă și triunghiulară.

### Suprafața articulară tarsiană
Suprafața articulară tarsiană este formată de trohleea talusului, care este o proeminență articulară voluminoasă cu trei fețe: fața superioară a trohleei talusului, fața maleolară medială și fața maleolară laterală. Fața superioară a trohleei talusului mai largă în partea anterioară decât în cea posterioară, descrie un arc de circa 120° și are forma unui scripete convex în sens antero-posterior și ușor concav în sens transversal, mai mult lung decât lat. Elementele acestui scripete sunt următoarele: două povârnișuri inegale (cel mai mare fiind cel lateral), un șanț antero-posterior și două margini, dintre care cea laterală este mai înaltă. Fața superioară a trohleei talusului se articulează cu fața articulară inferioară a tibiei. Fața maleolară laterală a talusului se articulează cu fața articulară a maleolei laterale a fibulei. Ea este concavă și triunghiulară,  cu vârful în jos și baza în sus, care se continuă cu procesul lateral al talusului curbat spre exterior. Fața maleolară medială a talusului este ușor excavată și are forma unei virgule culcate, care are capul înainte și coada înapoi.  Ea se articulează cu față articulară a maleolei mediale a tibiei.

## Capsula articulară
Capsula articulară (Capsula articularis) este formată din două straturi: unul extern, stratul fibros, și altul intern, membrana sinovială. Stratul fibros al capsulei articulare este un manșon fibros, care se inseră la periferia cartilajului articular al suprafețelor articulare; el se prinde în sus pe oasele gambei, lăsând extraarticular (în afară articulației) cele două maleole, iar în jos pe talus, la nivelul cartilajului hialin. Capsula articulară este subțire și foarte strânsă pe laturi; ea este mult mai laxă și mai subțire, dar rezistentă, în partea anterioară și posterioară. De capsulă aderă intim tendoanele mușchilor extensori, care o feresc de a fi prinsă între oase în timpul mișcărilor. Sinoviala (stratul intern al capsulei articulare) căptușește la interior fața profundă a stratului fibros, apoi se reflectă la nivelul de inserție al acestuia, și se termina la limita cartilajului hialin. Formează între tibie și fibulă două funduri de sac: unul anterior și altul posterior, și uneori un diverticul în partea superioară, între oasele gambei,  pentru sindesmoza tibiofibulară.

## Ligamentele

### Ligamentul colateral lateral al articulației talocrurale
Ligamentul colateral lateral al articulației talocrurale (Ligamentum collaterale laterale articulationis talocruralis)  este așezat pe fața laterală a articulației, pe care o întărește.  Acest ligament radiază de la maleola laterală a fibulei la oasele tarsiene învecinate, talus și calcaneu, și este constituit din fibre grupate în trei fascicule distincte, denumite în raport cu situația lor: fasciculul anterior sau ligamentul talofibular anterior, fasciculul mijlociu sau ligamentul calcaneofibular, fasciculul posterior sau ligamentul talofibular posterior. Fasciculul anterior sau ligamentul talofibular anterior (Ligamentum talofibulare anterius), numit  și ligamentul peroneoastragalian anterior  sau "ligament entorsei gleznei", este scurt și lat și se află pe fața laterală a articulației talocrurale. Are originea pe marginea anterioară a maleolei laterale a fibulei, de aici se îndreaptă în jos, înainte și medial și se termină pe fața laterală a colului talusului, înaintea feței maleolare laterale a talusului. În entorsele laterale a gleznei prin flexia plantară ligamentul talofibular anterior este primul lezat și este dureros la presiune. Fasciculul posterior sau ligamentul talofibular posterior (Ligamentum talofibulare posterius), numit și ligamentul peroneoastragalian posterior, este gros și foarte rezistent și se află pe fața posterioară a articulației talocrurale. El se inseră în fosa maleolei laterale a fibulei; de aici se îndreaptă orizontal înapoi și medial, terminându-se pe tuberculul lateral al procesului posterior al talusului. Acest ligament, acoperit de tendoanele mușchilor peronieri, este situat profund, pare îngropat în grosimea capsulei articulare și dă impresia că ar fi intraarticular, dar nu este. În fractura procesului posterior al talusului are loc avulsia tubercului lateral prin ligamentul talofibular posterior. Fasciculul mijlociu sau ligamentul calcaneofibular (Ligamentum calcaneofibulare), numit și ligamentul peroneocalcanean, este un cordon lung aflat pe fața laterală a articulației talocrurale. El se inseră pe vârful maleolei laterale a fibulei, de aici se îndreaptă oblic în jos și înapoi, terminându-se pe fața laterală a calcaneului. Ligamentul calcaneofibular acoperă ligamentul talocalcanean lateral și este încrucișat pe fața sa superficială de tendoanelor mușchilor peronier scurt (Musculus peroneus brevis) și peronier lung (Musculus peroneus longus), participând de altfel la formarea culiselor acestor tendoane. Ligamentul calcaneofibular este cel mai puternic ligament lateral al articulației talocrurale și primul lezat în entorsele laterale prin flexia dorsală a gleznei.